# Don't Speak
Singles de No Doubt
Spiderwebs
(1995) Excuse Me Mr.
(1996)
Pistes de Tragic Kingdom
Sunday Morning You Can Do It
Don't Speak est une chanson du groupe de rock américain No Doubt. Elle est sortie le 15 avril 1996 en tant que troisième single du deuxième album studio du groupe, Tragic Kingdom (sorti en 1995). La chanson parle de la rupture entre la chanteuse Gwen Stefani et le bassiste Tony Kanal avec qui elle a eu une relation qui a duré sept ans,.
Malgré la popularité de la chanson, Don't Speak n'est pas entrée dans le classement Billboard Hot 100, puisqu'à l'époque les règles spécifiaient que seul un single commercial pouvait entrer dans le classement et qu'aucun n'est sorti pour cette chanson. Cependant, elle s'est classée en 1e position du Billboard Hot 100 Airplay, place à laquelle elle est restée seize semaines. Le single a également atteint la 1e place en Australie, Nouvelle-Zélande et au Royaume-Uni, devenant le single de No Doubt ayant eu le plus de succès internationalement. Don't Speak a été nommée pour les Grammy Award de la chanson de l'année et au Grammy Award de la meilleure performance Pop par un duo ou un groupe avec des chœurs aux Grammy Awards de 1998.
La chanson a été classée 495e par le magazine Blender sur la liste des "500 meilleures chansons depuis que vous êtes né" ("The 500 Greatest Songs Since You Were Born").
La chanson est une chanson jouable sur le jeu vidéo sorti en 2009 Band Hero. Elle peut également être téléchargée pour le jeu Rock Band 2 sorti en 2008 ainsi que pour le jeu Guitar Hero 3.

## Informations
La chanson a été écrite par Eric Stefani et Gwen Stefani et produite par Matthew Wilder. Don't Speak est passée par plusieurs ré-écritures, une version live d'avril 1994 a la même structure que la version qui est finalement sortie mais un son plus dynamique en étant pourtant moins dans l'urgence. Une partie de la chanson a été jouée sur VH1 Storytellers le 10 août 2000. La chanson parle de la rupture entre Gwen Stefani et Tony Kanal après une relation de sept ans,.

## Performance dans les charts
Après la sortie, la chanson a immédiatement été très entendue et elle est rapidement devenue la chanson la plus jouée sur les ondes américaines en 1996. C'est ainsi que Don't Speak a atteint la première place du Billboard Hot 100 Airplay (classement des diffusions) et a maintenu cette position pendant seize semaines (non-consécutives), un record à l'époque. Cependant, ce record a été battu par la chanson du groupe de rock Goo Goo Dolls, Iris qui est restée dix-huit semaines numéro un. Don't Speak est quand même toujours la deuxième chanson à être restée aussi longtemps numéro un du classement.
Malgré toutes ces diffusions radiophoniques, la chanson n'a pas pu être classée dans le Billboard Hot 100, puisqu'aucun single commercial n'est sorti aux États-Unis, ce qui était nécessaire à l'époque. Cependant, la chanson s'est classée dans le classement Modern Rock Tracks se plaçant en 2e position, 1e pour le Adult Top 40, 6e dans le Adult Contemporary et 9e dans le Rhythmic Top 40. Elle s'est également placée en première position du Hot 100 Airplay à la fin de l'année 1997.
Dans les autres pays, Don't Speak a également eu beaucoup de succès. En février 1997, elle a atteint la 1e position au Royaume-Uni et en Irlande et s'y est maintenue trois semaines. Dans le reste de l'Europe, la chanson a pris la 1e place en Belgique, aux Pays-Bas, en Norvège, en Suisse et en Suède ce qui eut pour effet de propulser la chanson numéro un du European Hot 100 Singles pour neuf semaines. L'Australie a également été un marché prospère pour la chanson où celle-ci a été largement diffusée, débutant à la 1e place et la maintenant pendant huit semaines.

## Clip vidéo
Avant que la chanson ne débute, le clip montre Tony Kanal en train de cueillir un fruit d'un sapin de Noël (sur VH1, cette scène est coupée). La majorité du clip de Don't Speak se passe dans un garage  dans lequel le groupe joue. Les autres scènes montrent comment les médias s'évertuent à ne s'intéresser qu'à Gwen Stefani alors que le reste du groupe est délaissé. La seconde moitié de la vidéo montre des scènes de tournage lors d'un concert live de No Doubt avec les groupes Dog Eat Dog et Goldfinger au Roseland Ballroom à New York le 21 août 1996. La vidéo montre également un court extrait de Tom Dumont jouant avec le guitariste des Foo Fighters Pat Smear. La vidéo termine sur Tony Kanal replaçant le fruit dans l'arbre, en fait, une vidéo inversée de Kanal prenant l'orange.
Le clip a gagné un MTV Video Music Award pour MTV Video Music Award de la meilleure vidéo d'un groupe et a été nommé pour le MTV Video Music Award de la vidéo de l'année en 1997.
Il existe une autre version du clip ne montrant que la performance live. Les deux versions sont incluses dans le DVD The Videos 1992–2003.

## Liste des pistes
Royaume-Uni et Europe CD single
Royaume-Uni cassette single
1. Don't Speak – 4:23
2. Greener Pastures (de l'album The Beacon Street Collection) – 5:05

Royaume-Uni, Europe, Australie, Japon CD maxi single
1. Don't Speak – 4:23
2. Don't Speak (autre version) – 4:23 (*)
3. Hey You (version acoustique) – 3:25 (*)
4. Greener Pastures (de l'album The Beacon Street Collection) – 5:05

(*) Enregistré dans les studios York Street Studios, à Auckland, en Nouvelle-Zélande, septembre 1996.
Royaume-Uni, édition limitée, 33 tours
A. Don't Speak – 4:23
B. Greener Pastures – 5:05

## Classements
| Chart (1996/1997)                 | Meilleure position |
| --------------------------------- | ------------------ |
| Charts australiens                | 1                  |
| Charts autrichiens                | 2                  |
| Charts belges (Flandres)          | 1                  |
| Charts belges (Wallonie)          | 2                  |
| Charts canadiens                  | 1                  |
| Charts néerlandais                | 1                  |
| Charts européens                  | 1                  |
| Charts finlandais                 | 4                  |
| Charts français                   | 4                  |
| Charts allemands                  | 2                  |
| Charts irlandais                  | 1                  |
| Charts néo-zélandais              | 1                  |
| Charts norvégiens                 | 1                  |
| Charts suédois                    | 1                  |
| Charts suisses                    | 1                  |
| Charts anglais                    | 1                  |
| U.S. Billboard Hot 100 Airplay    | 1                  |
| U.S. Billboard Modern Rock Tracks | 2                  |
| U.S. Billboard Adult Contemporary | 6                  |

| Pays        | Certification        |
| ----------- | -------------------- |
| Australie   | 2x disque de platine |
| Autriche    | Disque d'or          |
| France      | Disque d'or          |
| Allemagne   | Disque de platine    |
| Pays-Bas    | Disque d'or          |
| Norvège     | 2x disque de platine |
| Suède       | Disque d'or          |
| Suisse      | Disque de platine    |
| Royaume-Uni | Disque d'or          |

## Sorties
| Pays        | Date             |
| ----------- | ---------------- |
| États-Unis  | 15 avril 1996    |
| Royaume-Uni | 10 février 1997  |
| Pays-Bas    | 30 novembre 1996 |

## Source
- (en) Cet article est partiellement ou en totalité issu de l’article de Wikipédia en anglais intitulé « Don't Speak » (voir la liste des auteurs).